# Энкель, Карл Йохан
Карл Йохан Алексис Энкель (фин. Carl Johan Alexis Enckell; 7 июня 1876, Санкт-Петербург, Российская империя — 26 марта 1959, Хельсинки, Финляндия) — финский политик, дипломат и офицер; министр иностранных дел Финляндии (1918—1919, 1922, 1924, 1944—1950). Старший брат Оскара Энкеля.

## Биография
Родился 7 июня 1876 года в Санкт-Петербурге.
Закончил Финляндский кадетский корпус в Хамина, став офицером. Проходил службу в рядах русской императорской армии.
После отречения императора в 1917 году Энкель докладывал касающиеся Финляндии дела Временному правительству России. После обретения Финляндией независимости, стал первым дипломатом, представляющим Финляндию в Санкт-Петербурге, а позднее и в Лиге Наций.
С 1918 по 1919, в 1922, в 1924 и с 1944 по 1950 годы был министром иностранных дел Финляндии. В марте 1944 года был на переговорах в Москве по поводу перемирия 
В период с 1919 по 1927 годы был послом Финляндии во Франции, а позднее занимался банковским бизнесом. В 1944 году вернулся к дипломатической деятельности. Как отмечает Форселлес-Риска (2003), его оценивали в политических кругах Финляндии как хорошего знатока России (русским языком Энкель владел в совершенстве).
Скончался 26 марта 1959 года в Хельсинки.